# Битва за Манілу (1945)
Битва за Манілу (3 лютого — 3 березня 1945) — один з головних боїв Філіппінської кампанії 1944—1945 років Тихоокеанського театру бойових дій Другої світової війни, який відбувся між військами Союзників на чолі США проти військ Японської імперії в місті Маніла, столиці Філіппін. За один місяць битви загинуло понад 100 000 мирних жителів та було повністю спустошене місто. Окрім масової загибелі людей, була знищена архітектурна та культурна спадщина з дня заснування міста. Битва закінчила майже 3-річну японську окупацію Філіппін (1942—1945).

## Передумови
9 січня 1945 року 6-та армія (США) під командуванням генерал-лейтенанта Волтера Крюгера висадилася в затоці Лінґайєн та почала битву за Лусон. 12 січня Макартур наказав Крюгеру швидко просуватися до Маніли. 37-а піхотна дивізія, під командуванням генерала Роберта Бейгтера, попрямувала на південь.
31 січня 8-а армія США генерал-лейтенанта Роберта Ейчелбергера у складі 187-го та 188-го піхотних полків та підрозділів 11-ї повітряно-десантної дивізії США висадилися в південній частині острова Лусон та почали рух на північ в сторону Маніли. По дорозі до них приєдналися філіппінські партизани під командуванням полковника Еммануеля де Окампо, і 5 лютого вони досягли околиць Маніли.
Поки американські війська підходили до Маніли з різних напрямків, основна частина японських військ займала тактичні позиції на околиці міста за наказам генерала Ямашіти, головнокомандуючого японською армією на Філіппінах. Ямашіта відкликав свої головні сили із Багіо, де вони планували стримувати американські війська в північному Лусоні від підготовки до вторгнення на Японський архіпелаг. Ямашіта мав в розпорядженні три основні групи: група Сімбу — 80 000 військових в горах на схід від Маніли, група Кембу — 30 000 в горах на північ від Маніли і група Шобу — 152 000 на північному сході острова Лусон.
В 1941 році генерал Дуглас Макартур оголосив Манілу відкритим містом для захоплення. Незважаючи на це Ямашіта не зробив цього в 1945 році.

## Битва
3 лютого перші підрозділи 1-ї кавалерійської дивізії США підійшли до північних околиць міста та захопили важливий міст через річку Тулахан та палац Малакананг. 4 лютого військовослужбовці 37-ї стрілецької дивізії звільнили з в'язниці Білібід понад 1000 військовополонених, головним чином колишніх захисників Батаана та Корегідора.
5 лютого 37-а стрілецька дивізія розділила північну частину міста на два сектори. 6 лютого американці захопили північний берег річки Пасиг, розташовану на ній греблю та водосховище, отримавши таким чином контроль за водопостачанням міста. 6 лютого американці продовжили заходити в місто, але зустріли жорсткий опір японських військ.
7 лютого 148-й полк отримав наказ перетнути річку Пасиг. Найбільший опір японці чинили на острові Провісор, тут вони змогли протриматися до 11 лютого.
Знаходячись під безперервними обстрілами та розуміючи своє становище японські війська зганяли свій гнів на цивільному населенні, здійснюючи багаторазові акти насильства, зґвалтування і різанини. Масові вбивства відбувалися в школах, лікарнях і монастирях.

## Після битви
Решту місяця американські війська та філіппінські партизани прочісували все місто в пошуках японців. 4 березня Маніла була офіційно оголошена звільненою від японської окупації. Під час битви загинуло 1010 військових США та 5565 було поранено. За оцінками під час битви загинуло від 100 000 до 500 000 цивільних філіппінців, які були вбиті як японцями, так і під час артилерійського та авіаційного бомбардування. 16 665 тіл японських військових були знайдені під час та після битви.
За місяць битви американці та японці завдали місту більше руйнувань, ніж німецьке люфтваффе Лондону, яке призвело до руйнування міста, а по кількості загиблих можна порівняти з бомбардуванням Токіо чи ядерним бомбардуванням Хіросими.